# Фармингтон (Минесота)
Фармингтон (енгл. Farmington) град је у америчкој савезној држави Минесота.

## Демографија
По попису из 2010. године број становника је 21.086, што је 8.721 (70,5%) становника више него 2000. године.
| Група             | 2000.          | 2010.          |
| Белци             | 11.677 (94,4%) | 18.560 (88,0%) |
| Афроамериканци    | 92 (0,7%)      | 451 (2,1%)     |
| Азијати           | 180 (1,5%)     | 749 (3,6%)     |
| Хиспаноамериканци | 232 (1,9%)     | 767 (3,6%)     |
| Укупно            | 12.365         | 21.086         |